# C/Z Records
C/Z Records — незалежний лейбл звукозапису, заснований в Сіетлі в 1985 році.

## Історія лейблу
Лейбл C/Z Records створили Кріс Ханзек та його подруга Тіна Касале в 1985 році. До цього вони володіли студією звукозапису Reciprocal Recording, але коли підійшов до кінця річний договір оренди приміщення, його не було подовжено. Ханзек та Касале замислились над тим, чим займатись далі, і вирішили створити місце, де місцеві колективи могли б випускати свої альбоми. Назва C/Z Records була утворена з літер прізвищ її засновників: C — Casale, Z — Hanzsek.
Першим альбомом, що вийшов на лейблі, стала збірка Deep Six, яка представляла пісні шістьох місцевих колективів — Green River, Soundgarden, Malfunkshun, Melvins, Skin Yard та U-Men. На його запис, що пройшов восени 1985 року, було витрачено 2500 доларів. Платівка вийшла на початку 1986 року та отримала помірну популярність в Сіетлі, представляючи молоді гурти з важким та повільним звучанням. Пізніше цей запис вважатимуть провісником гранджового руху.
Касале та Ханзек володіли лейблом протягом вісімнадцяти місяців, і окрім Deep Six випустили на ньому лише один запис — мініальбом Melvins. Пара розійшлась, Касале переїхала до Піттсбургу, а Ханзек відкрив нову студію Reciprocal разом з Джеком Ендіно. Щодо C/Z Records, лейблом зацікавився бас-гітарист Skin Yard Деніел Хаус та став його володарем замість Ханзека. На C/Z виходили альбоми Skin Yard, але згодом лейбл став час від часу видавати альбоми інших перспективних місцевих гуртів.
Спочатку лейбл C/Z Records був для Хауса не більш ніж хобі. Він працював директором з продажів на лейблі Sub Pop, а також гастролював з Skin Yard. Проте в 1990 році Хаус покинув Sub Pop та став приділяти власному лейблові все більше часу. До нього приєдналась Барбара Доллархайд і до 1993 року допомагала розвивати організацію. За декілька років на лейблі працювало тринадцять осіб, а серед його клієнтів були рок-гурти 7 Year Bitch, Hammerbox, Coffin Break та інші. Окрім цього, на C/Z Records виходила збірка мініальбомів Teriyaki Asthma, що містили пісні Nirvana, Love Battery, Babes in Toyland і багатьох інших відомих гуртів.
В 1993 році лейбл підписав контракт з дистриб'ютором RED, підрозділом Sony. Проте угода вийшла невдалою, виробництво було скорочено і протягом року Хаус не випускав нічого нового. В 1996 році було укладено контракт з компанією Zoo Entertainment, якою володіла BMG, але і вона не принесла успіху, бо через рік Zoo стала частиною Volcano Entertainment, а всі додаткові угоди були розірвано.
На початку 2000-х років Хаус припинив приділяти час C/Z Records. Останнім фізичним релізом стала збірка рідкісних записів Skin Yard Start at the Top, що вийшла у 2002 році.
Після майже двадцяти років неактивності, у 2021 році на C/Z Records вийшла вінілова платівка маловідомого сіетлського гурту 10 Minute Warning This Could be Heaven, яка містила 10 пісень, записаних в 1984 році за участі Хауса.

## Артисти
- 10 Minute Warning
- 7 Year Bitch
- Alcohol Funnycar[en]
- Built To Spill[en]
- Caustic Resin[en]
- Coffin Break[en]
- Crypt Kicker Five
- Daddy Hate Box
- Deadspot
- Dirt Fishermen
- Dose
- Engine Kid
- FEEdbACK
- Gerald Collier
- Gnome
- Hammerbox[en]
- Huevos Rancheros[en]
- Hullabaloo[en](англ.)
- Icky Joey
- Jonestown
- Love Battery
- Melvins
- Model Rockets
- Monks of Doom[en]
- Moonshake[en]
- My Eye
- My Name
- Pain Teens[en]
- Pop Sickle
- Porn Orchard
- Presidents Of The USA[en]
- Rhythm Pigs[en]
- Rollins / Hard-Ons[en]
- Sara DeBell
- Silkworm[en]
- Skin Yard
- Skyward
- Slack
- The Gits
- The Lemons[en]
- The Semibeings[en]
- Thirty Ought Six
- Tone Dogs[en]
- Treepeople[en]
- Tube Top
- Vexed
- Voodoo Gearshift
- Wreck[en]
- Yeast[7]